# Grammochesias
Grammochesias är ett släkte av fjärilar. Grammochesias ingår i familjen mätare.
Kladogram enligt Catalogue of Life:
| Grammochesias | \| \| Grammochesias hippocastanarioides \| \| \| \| \| \| Grammochesias rotroui \| \| \| \| |
|               | \| \| Grammochesias hippocastanarioides \| \| \| \| \| \| Grammochesias rotroui \| \| \| \| |
|               | Grammochesias hippocastanarioides                                                           |
|               |                                                                                             |
|               | Grammochesias rotroui                                                                       |
|               |                                                                                             |